# 薩利姆·加齊·賽義德
薩利姆·加齊·賽義德（英語：Salim Ghazi Saeedi，1981年7月19日—），生於伊朗德黑蘭，是一名伊朗作曲家和結他手
萨利姆是伊朗作曲家、吉他演奏家，其作品涵盖从前卫金属、融合爵士、到前卫派古典室内摇滚以及前卫电子摇滚音乐的多种风格。此外，一些评论家更喜欢用艺术摇滚乐来形容他的音乐，将他的音乐视为极简抽象派的艺术作品。
評論員曾經將他的音樂與麥克·歐菲爾德作比較。

## 传记
一些乐评人将他的音乐与Univers Zero, Art Zoyd, John ZornPatrick O'Hearn, Mike Oldfield, Djam Karet, Birdsongs of the Mesozoic, David Bedford, Richard Pinhas, ZNR, Mecano, Present, Aranis, Dick Dale。Harmonie Magazine将他的吉他演奏同King Crimson中的Robert Fripp相提并论。
他的专辑是概念专辑，借用了古典音乐、电子音乐以及前卫摇滚的元素，并用多种多样的乐器来表现。

## 作品
- namoWoman - Salim Ghazi Saeedi (2012)
- Human Encounter - Salim Ghazi Saeedi (2011)
- Iconophobic - Salim Ghazi Saeedi (2010)
- Ustuqus-al-Uss - Arashk (2008)
- Sovereign - Arashk (2007)
- Abrahadabra - Arashk (2006)

## 外部連結
- 英文官方网站 （页面存档备份，存于）
- 中国官方网站 （页面存档备份，存于）